# Pierre Le Bigaut
Pierre Le Bigaut (Guémené-sur-Scorff, 17 de setembre de 1959) va ser un ciclista francès, que fou professional entre 1981 i 1987. La seva principal victòria fou una etapa del Tour de França de 1983. És fill del també ciclista Émile Le Bigaut.

## Palmarès
- 1982
- 1r al Circuit de l'Indre
- 1983
  - 1r a Joigny
  - 1r a Brest
  - Vencedor d'una etapa del Tour de França
- 1987
  - Vencedor d'una etapa de la Milk Race
- 1988
  - 1r al Tour de Finisterre
- 1989
  - Vencedor d'una etapa del Tour Nivernais Morvan

### Resultats al Tour de França
- 1982. 59è de la classificació general
- 1983. 32è de la classificació general. Vencedor d'una etapa
- 1984. 44è de la classificació general
- 1985. 92è de la classificació general